# ウィリアム・ラング
ウィリアム・メトカーフ・ラング（William Metcalfe Lang、琅威理、1843年8月19日 - 1906年12月15日）は、イギリス海軍の士官である。
清朝に招聘されて北洋艦隊の副提督兼総監督となったが、1890年に「撤旗事件」により辞任した。1898年8月に大佐で退役し、1904年に中将に昇進した。

## 生涯
ラングは1843年8月19日にイギリス・グリニッジで生まれた。1857年に王立海軍大学に入学し、1859年3月の卒業後、イギリス海軍に入隊した。
1862年、清国はイギリスから砲艦を購入することを決めた。総理各国事務衙門の愛新覚羅奕訢は、その艦隊の監察官に、清に派遣されていたイギリス人のホレイショ・ネルソン・レイ（李泰国）を指名し、レイは一旦イギリスに帰国した。女王ヴィクトリアがこの提案に同意し、軍艦と乗組員の雇用を許可した。レイはシェラード・オズボーンを艦隊の指揮官に任命したが、まだ20歳だったラングもこの艦隊に所属していた。1863年9月、オズボーンとレイの艦隊は中国に到着した。しかし、中国からの命令は皇帝から直接レイを経由して受ける契約だったが、清の将校はオズボーンに直接命令しようとし、オズボーンはこれを拒否した。清国政府がオズボーンの特権を認めなかったため、オズボーンは同年11月に艦隊を率いてイギリスに帰国した。
1863年9月2日、東インド・中国艦隊のコルベット「オレステス」（1,715トン）の艦長に就任した。1870年4月14日、軍隊輸送船「オロンテス」(2,812トン)の艦長に就任し、大尉に昇進した。1873年9月、木鉄砲艦「ガスホーク」（408トン）の艦長を務め、戦列艦「リヴェンジ」を支援した。1875年12月、中佐に昇進した。
1877年、清国政府はイギリスのアームストロング社からガンマ級砲艦（420トン、15インチ主砲1基、両舷3インチ12ポンド砲1基。通称レンデル式砲艦）を購入した。当時の清国税関ロンドン事務所長ジェームズ・ダンカン・キャンベル（James Duncan Campbell、金登幹）は、ウィリアム・ラングに砲艦「ガンマ」の担当を依頼し、ラングは清に向けて出港した:第一册，p489。砲艦が清に到着し、清国政府に引き渡された後も、ラングはすぐには帰国せず、イギリス政府からの依頼で香港などの軍艦を担当することになった:v2，p21。
1877年6月9日、中国艦隊の木鉄砲艦「マグパイ」(774トン) の艦長に就任した。
1878年、清国政府はイギリスにさらに4隻の砲艦を発注した。キャンベルは再びラングに中国への回航を依頼した。翌年11月、ラングは4隻の砲艦を率いてイギリスから天津に向かった。李鴻章らに迎えられ、4隻の砲艦は「鎮北」「鎮南」「鎮東」「鎮西」と命名された:第二册，p419。任務を終えたラングはイギリスに戻ったが、李鴻章はラングに対する深い印象を残した。李鴻章は以前、駐英公使曽紀沢に対して、新たに編成する北洋水師に相応しい外国の顧問を探すように依頼していたが、ラングはロバート・ハート、キャンベル、イギリス海軍のロバート・コートから強く推薦されていた。ラングの中国滞在中、李鴻章はラングによる訓練の様子を何度か視察し、ラングの勤勉さと技術の高さを見て、ラングに対してイギリス海軍を休職して清で働くよう交渉した:v2，p21。1880年4月、ラングは中国艦隊の木鉄砲艦「ケストレル」(610トン)の艦長となった。
3年間の交渉を経て、1882年秋に清に来たラングは「副総督兼海軍総監督」（通称「総査」）に就任した。任務は、北洋水師の訓練、演習、教育を管理することである。月給は600両の銀貨だった:第三册，p155。北洋水師提督の丁汝昌は陸軍出身であり、海戦のことをあまり知らなかったので、ラングが北洋水師の毎日の訓練を担当していた。ラングは、イギリス海軍の規則や規律を北洋水師の将校や兵士に教えていた。ラングは北洋水師の訓練に多大な努力を払い、職業倫理と責任感の強さを示した。丁汝昌も「海軍の外国人メンバーの中で最も有益なのは、ラングである」と語っていた。北洋水師には、「不怕丁軍門、就怕琅副將」（丁の部下は怖くないが、ラング副将は怖い）という言葉があった。1884年6月30日、大佐に昇進した。1884年8月、清仏戦争が勃発した。イギリスは中立を宣言し、イギリスの法律では自国の将校が交戦国に仕えることが禁じられていたため、同年11月にラングは辞任して帰国した。
1885年，清国政府は海軍衙門（海軍省）を設置し、李鴻章はラングの清への再赴任を要請した。1886年1月、ラングは清に戻った。報酬は月700両に上乗せされた。5月、醇親王奕譞が北洋水師を視察し、ラングによる訓練の成果に満足して、ラングに二等第三宝星勲章を授与し、給与を提督並みにした。7月、ラングは北洋水師を率いて各国を歴訪した。8月、訪問先の日本の長崎市で、許可なく勝手に上陸した水兵が乱暴狼藉を働く長崎事件が起き、警官隊との衝突により清の水兵が4人死亡、50人余りが負傷し、5人が失踪した。ラングは、北洋水師は日本の海軍よりも強いと考えて対日開戦を要求したが、李鴻章はこれを拒否して、外交的解決を行った。
1887年3月、ラングは李鴻章の命により、イギリスとドイツから購入した4隻の巡洋艦「致遠」「靖遠」「経遠」「来遠」を回航するためにヨーロッパに向かった。ラングは「靖遠」を旗艦として提督旗を掲げ、アモイで丁汝昌と合流するまで、艦隊を指揮した。
1888年12月17日、清国政府は正式に北洋艦隊を設置し、丁汝昌を提督、林泰曽を左翼総兵、劉歩蟾を右翼総兵、ラングを副統領に任じた。この間、ラングは常に艦隊の全権を握ろうとしていたが、清国政府はラングを艦隊の指揮官としては信頼していなかった。ラングの厳格な規則や規律に対する兵士からの不満が多く、ラングは辞任して帰国するつもりだったという:第四册，p678。1890年3月には対立が激化した。
1890年初頭、北洋艦隊は冬の間香港に停泊していた。2月24日、丁汝昌が海南を哨戒するために艦隊を一時離れた。3月6日、旗艦「定遠」に掲げられていた提督旗が突然降ろされ、代わりに総兵旗が掲げられた。「北洋艦隊規則」によると、艦隊には提督1人と総兵2人が置かれる。提督の下では右翼総兵が最高位となる。右翼総兵で「定遠」艦長の劉歩蟾が、艦隊を代行で指揮するために旗を変えるように指示したのだった。これに対し、ラングが異議を唱えた。丁提督が艦隊を離れたとはいえ、「副提督」の立場である自分が艦隊にいるのだから、提督旗は掲げたままにするべきだとラングは考えていた。劉歩蟾が従わなかったため、ラングは李鴻章に指示を仰いだ。李鴻章は、北洋艦隊規定によれば提督の職は艦隊に1つだけであり、「副職」などというものはないとした。6月25日、北洋艦隊が天津に到達した後、丁汝昌とラングは李鴻章と撤旗事件について話し合ったが、李鴻章は劉歩蟾の行動を支持した。ラングは怒りに任せてその場で海軍顧問を辞任すると伝え、李鴻章はそれを受理した。イギリスに帰国したラングは、清での屈辱的な体験を公表し、大騷動となった。イギリス外務省は、この件により、清にいる全てのイギリス人顧問を帰還させることさえ考えた。11月4日、イギリス政府は、新しい海軍顧問を招聘したいという李鴻章からの要求を拒否し、一部の在清職員を引き上げ、清国海軍からの留学生を今後は受け入れないと発表した。

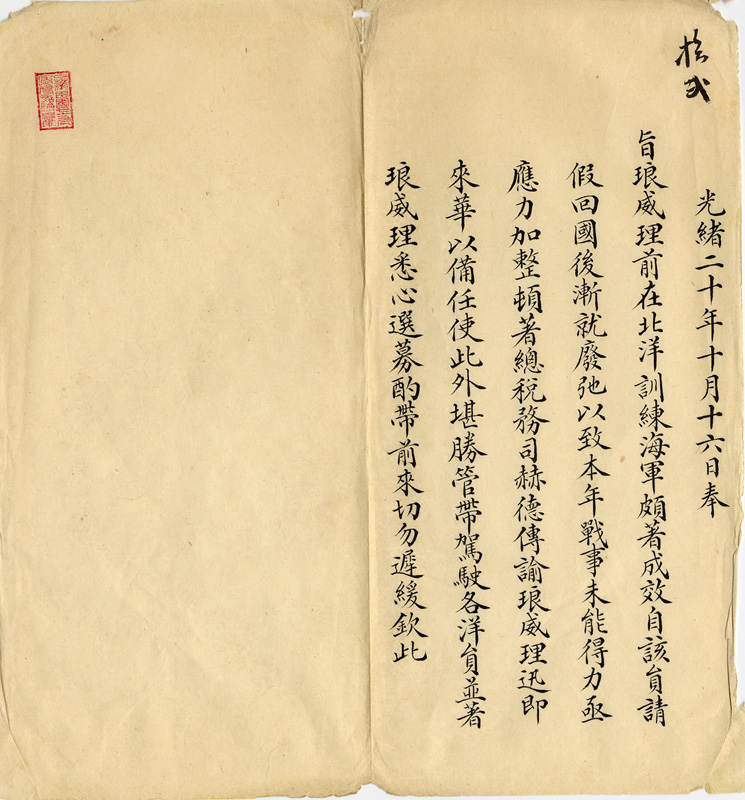
清国政府が発行した、ラングに対し中国への来訪を要請する詔書

ラングが北洋艦隊を去ってからは、艦隊の訓練が手薄になり、軍紀が悪化していた。1894年8月に日清戦争が勃発し、北洋艦隊はほぼ全滅した。同年11月13日、清国政府はロバート・ハートを通じてラングの再びの清への赴任を要請し、ラングも詳細な計画を提案した。しかし、ロシアと日本の反対を受けて、イギリス外務省は、清の明示的な同意がなければラングは清へ行くことはできないとした:第九册，p28。その後、ラングが清へ行く機会はなかった。
帰国後、1891年8月10日にコルベット「クレオパトラ」艦長、1892年3月に巡洋艦「シリウス」艦長、1894年8月14日に砲塔艦「デバステーション」艦長、1896年12月1日に海軍砲術学校の戦列艦「ケンブリッジ」艦長となった。
1898年8月に退役し、1899年6月に退役少将、1904年2月に退役中将に昇進した。1906年12月15日にイギリスで死去した:第七册，p1018。